# Alberta Whittle

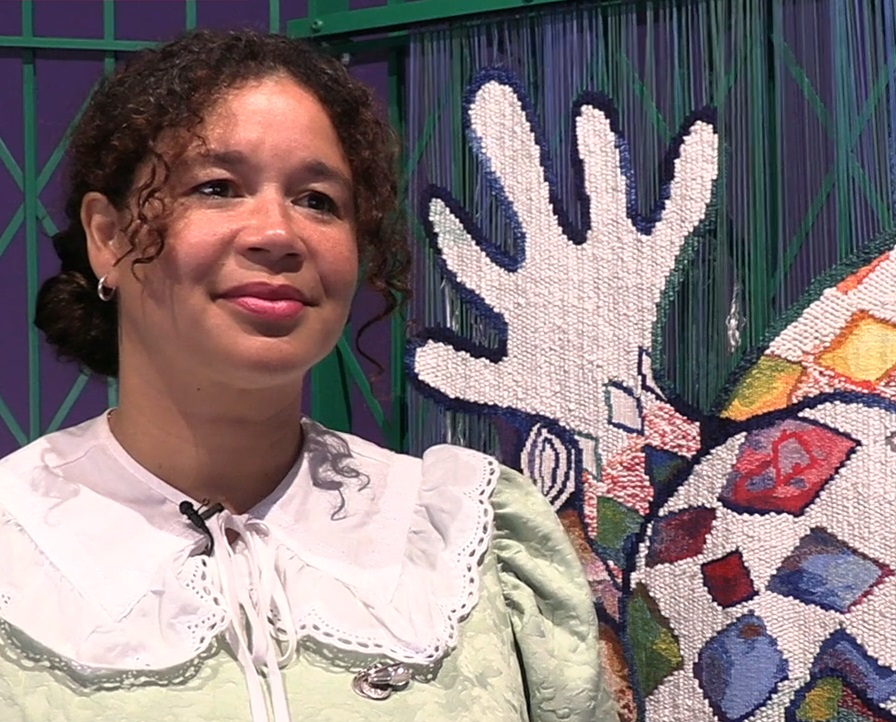
Alberta Whittle

Alberta Whittle (* 1980 in Bridgetown, Barbados) ist eine barbadisch-schottische Künstlerin, Wissenschaftlerin und Kuratorin.

## Biographie
Alberta Whittle wurde auf der Karibikinsel Barbados geboren. Als Teenager zog sie aus gesundheitlichen Gründen nach Birmingham, später studierte sie an der Glasgow School of Art. Die Beziehung zwischen ihrer karibischen und ihrer schottischen Heimat prägte ihre Arbeit, indem sie ihre eigene Identität und deren Verbindung mit der Geschichte des Kolonialismus, der Sklaverei und des systemischen Rassismus erforscht und künstlerisch darstellt. Das künstlerische Werk von Alberta Whittle ist Crossmedia und besteht aus Installationen, Skulpturen, Filmen, Performances und Kollagen. Sie ist Doktorandin am Edinburgh College of Art und wissenschaftliche Mitarbeiterin an der Universität Johannesburg (Stand 2022).
2018 war Whittle Stipendiatin der RAW Academy in Dakar und erhielt den Margaret Tait Award 2018/19. 2019 hatte sie ihre erste Einzelausstellung in Großbritannien, als sie mit How Flexible Can We Make the Mouth im Dundee Contemporary Arts ihre erste Einzelausstellung im Vereinigten Königreich. 2020 wurde sie mit einem Turner-Stipendium, dem Frieze Artist Award und einem
Henry Moore Foundation Artist Award 2020 ausgezeichnet.
Alberta Whittle wurde ausgewählt, Schottland auf der 59. Biennale von Venedig im Jahr 2022 zu vertreten. Die schottische Kulturministerin Fiona Hyslop: „Alberta Whittle ist eine herausragende schottische Künstlerin, die in ihren viel beachteten Filmen, Skulpturen, Performances und Installationen anspruchsvolle Fragen zu Ungleichheit und Umwelt untersucht.“

## Liste der Ausstellungen (Auswahl)

### Einzelausstellungen
- Alberta Whittle: Business as Usual, Tyburn Gallery, London (31. Mai–27. Juni 2019)[10]
- Alberta Whittle: How Flexible Can We Make the Mouth, Dundee Contemporary Arts, Dundee (14. September–24. November 2019)[11]
- Alberta Whittle: RESET, Jupiter Artland, nahe Edinburgh, (31. Juli–31. Oktober 2021)[12]

### Gruppenausstellungen (Auswahl)
- WHERE WE'RE AT: Other voices on gender, BOZAR, Brüssel (18. Juni–31. August 2014),[13]
- Johannesburg Pavilion at the 56th Biennale di Venezia, Venedig (9. Mai–22. November 2015)[14]
- Embodied Spaces, Framer Framed, Amsterdam (18. Juni–26. Juli 2015)[15]
- Stalking The Image: Margaret Tait and Her Legacy, GoMA, Glasgow (8. November 2018–5. Mai 2019)[16]
- Alberta Whittle and Emilio Bianchic, Useless, Pig Rock Bothy, Scottish National Gallery of Modern Art, Edinburgh (13.–21. April 2019)[17]
- 13. Havanna Biennale, Kuba (12. April–12. Mai 2019)[18]
- Life Support: Forms of Care in Art and Activism, Glasgow Womens Library, (14. August–16. Oktober 2021)[19]